# РЦА конектор
РЦА конектор (енгл. RCA connector), који је познат и по називима фоно конектор или Чинч конектор, је тип електричног конектора који се уобичајено користи за пренос аудио и видео сигнала. Име РЦА потиче од скраћенице Америчка радио корпорација (енгл. Radio Corporation of America), која је представила дизајн раних 1940-их за конекције разних уређаја са кућним радио-фонограф конзолама. Првобитно је био јефтин, једноставан дизајн, намењен само за упаривање и прекид везе приликом сервисирања конзола. Побољшања су дошла са каснијим дизајнима, али су они остали компатибилни.
РЦА конектори су почели да замењују старе телефонске конекторе од једне четвртине инча за многе примене у потрошачком аудио свету када су компонентни системи са високом јасноћом звука постали популарни 1950-их година. Међутим данас су конектори од једне четвртине инча још увек уобичајени у професионалној обради звука, док минијатурни конектори од 3,5 милиметара преовлађују у личним стерео системима.

## Порекло
Реч фоно или фоно конектор је скраћеница од речи фонограф, зато што је овај конектор првобитно био направљен да дозволи конекцију фонографске плоче са радио пријемником користећи радио као појачало. Овај систем је био присутан код већине радија произведених 1930-их година и на даље од стране Америчке радио корпорације, која је касније на тржиште избацила специјалну плочу од 45 обртаја у минути модел 9JY.
РЦА конектори се често користе у прикључцима за звук који се углавном налазе на задњој страни предпојачала, појачала и миксета,а нарочито на раним радио пријемницима на које су били спојени фонографи или плоче.

## Изглед конектора
У нормалној употреби, каблови имају стандардни конектор на сваком крају, који се састоји од утикача који је окружен прстеном. Прстен је често сегментиран како би омогућио притисак опруге кад је упарен. Уређаји се прикључују на прикључак, који се састоји од рупе која је оивичена металним прстеном. Прстен на конектору је мало мањег пречника и дужи је од прстена на прикључку, тако да дозвољава прстену на конектору да чврсто стоји у прикључку. Прикључак има малу област између унутрашњег и спољашњег прстена која је попуњена изолатором, углавном од пластике (веома ране верзије, или оне које су направљене да се користе као РФ конектори, користиле су керамичке изолаторе).

## Друге употребе
РЦА конектор је у почетку био коришћен за пренос звучног сигнала. Али као и са многим другим конекторима, почео је да буде коришћен и за друге сврхе од оних за које је био првобитно намењен. На пример био је коришћен као конектор за једносмерну струју, РФ конектор и као конектор за каблове динамичких звучника. Његово коришћење као конектор за пренос композитног видео сигнала је веома уобичајено, али пружа слабо подударање импедансе. РЦА конектори и каблови се веома често користе и за пренос дигиталног звука форматираног као С/ПДИФ, са конекторима у наранџастој боји како би се разликовали од осталих типичних конектора.
Конектори су често обојени како би се идентификовала њихова сврха. На пример жута боја за композитни видео, црвена за десни аудио канал и бела или црна за леви канал стерео звука. Овај трио (или пар) прикључака често се налази на задњој страни аудио и видео опреме. Један или више комплета се често налазе на задњој страни ТВ пријемника како би омогућили везу са камкордерима, играчким конзолама и осталим преносивим изворима видео сигнала.
Мада скоро сви конектори, укључујући аналогне и С/ПДИФ (енгл. S/PDIF) аудио, као и композитне и компонентне видео конекторе, могу да користе идентични кабл од 75Ω, продаја специјалних каблова за сваку од намена је постала распрострањена. Различит квалитет каблова значи да јефтин аудио кабл не може да успешно пренесе компонентни видео сигнал. Дигитални аудио сигнал ће пренести звук идентичан оригиналном сигналу ако је успешно успостављена веза, зато што дигитални сигнал може бити или у потпуности примљен или се уопште не може примити (за ралику од компонентног видео сигнала који се може примити делимично).

## Мане
Једна од мана РЦА конектора је што утикач који преноси сигнал вири из конектора, и често долази у контакт са прикључком пре него што се прстенови за уземљење дотакну, што доводи до гласног зујања ако аудио компоненте не деле заједничко уземљење и укључене су у струју док остварују везу. Може доћи и до непрекидног зујања ако конектор делимично испадне из прикључка и тако прекине уземљење али не и сигнал. Неке варијанте конектора, нарочито јефтиније верзије, имају веома слаб контакт између прстенова за уземљење због слабе опруге.
РЦА конектор имплементира небалансирану везу. Права избалансирана веза је обично пожељна за одређене намене, нарочито у професионалној обради звука зато што дозвољава коришћење дугачких каблова док истовремено смањује осетљивост на спољашњи шум.
При коришћењу РЦА конектора сваком сигналу је потребан посебан утикач. Чак и у најједноставнијем случају повезивања касетофона потребно је најмање четири утикача - два за стерео улаз и два за стерео излаз. У било којем уобичајеном подешавању ово брзо доводи до нереда каблова и збрке у њиховом повезивању. Ова ситуација постаје још гора када су сложенији сигнали у питању, као на пример компонентни видео (три утикача за видео, два за аналогни аудио или један за дигитални коаксијални аудио).
Било је покушаја увођења комбинованог аудио/видео конектора за директан сигнал, али у аналогном простору ниједан од њих није постао широко распрострањен. Са изузетком Европе где је СКАРТ (енгл. SCART) конектор био веома успешан. Неко време 5-пински ДИН конектор (енгл. DIN connector) је био популаран за двосмерну стерео везу између аудио/видео опреме, али се више не појављује на модерним потрошачким уређајима.

## Обележавање бојом код потрошачке опреме
Конектори и прикључци на потрошачкој опреми се обично обележавају бојом како би се олакшало њихово прикључивање. Стандардне боје за разне сигнале су приказане у табели испод, међутим преко 7.1 просторног звука, стандард је деградиран на уобичајену белу/жуту, црвену/плаву и зелену/жуту комбинацију боја за сваки кабл редом.
Док се ове стандардне боје срећу на комерцијално доступним производима, каблови са различито обојеним конекторима могу бити у употреби, докле год су компатибилни за њихову примену (на пример, каблови са импедансом од 75Ω за видео и С/ПДИФ).
| Композитни аналогни видео               | Композитни                                                         | Жути         |  |
| Аналогни аудио                          | Леви/Моно (снимање ако је кабл касетофона са 4 конектора)          | Бели         |  |
| Аналогни аудио                          | Десни (снимање ако је кабл касетофона са 4 конектора)              | Црвени       |  |
| Аналогни аудио                          | Леви касета (репродуковање ако је кабл касетофона са 4 конектора)  | Црни         |  |
| Аналогни аудио                          | Десни касета (репродуковање ако је кабл касетофона са 4 конектора) | Жути         |  |
| Аналогни аудио                          | Централни                                                          | Зелени       |  |
| Аналогни аудио                          | Леви канал                                                         | Плави        |  |
| Аналогни аудио                          | Десни канал                                                        | Сиви         |  |
| Аналогни аудио                          | Леви задњи канал                                                   | Браон        |  |
| Аналогни аудио                          | Десни задњи канал                                                  | Светли браон |  |
| Аналогни аудио                          | Сабвуфер                                                           | Љубичасти    |  |
| Дигитални аудио                         | С/ПДИФ                                                             | Наранџасти   |  |
| Компонентни аналогни видео (YPBPR)      | Y                                                                  | Зелени       |  |
| Компонентни аналогни видео (YPBPR)      | PB/CB                                                              | Плави        |  |
| Компонентни аналогни видео (YPBPR)      | PR/CR                                                              | Црвени       |  |
| Компонентни аналогни видео/ВГА (РГБ/ХВ) | R                                                                  | Црвени       |  |
| Компонентни аналогни видео/ВГА (РГБ/ХВ) | G                                                                  | Зелени       |  |
| Компонентни аналогни видео/ВГА (РГБ/ХВ) | B                                                                  | Плави        |  |
| Компонентни аналогни видео/ВГА (РГБ/ХВ) | H (Хоризонтална синхронизација)/S (Композитна синхронизација)      | Жути         |  |
| Компонентни аналогни видео/ВГА (РГБ/ХВ) | V (Верикална синхронизација)                                       | Бели         |  |